# Newsted (Band)
Newsted ist eine US-amerikanische Heavy-Metal-Band. Die Band bestand von 2012 bis 2014 und war bei Epic Records unter Vertrag. Im Jahre 2023 gab die Band ihr Comeback bekannt.

## Geschichte

### Gründung und erste EP

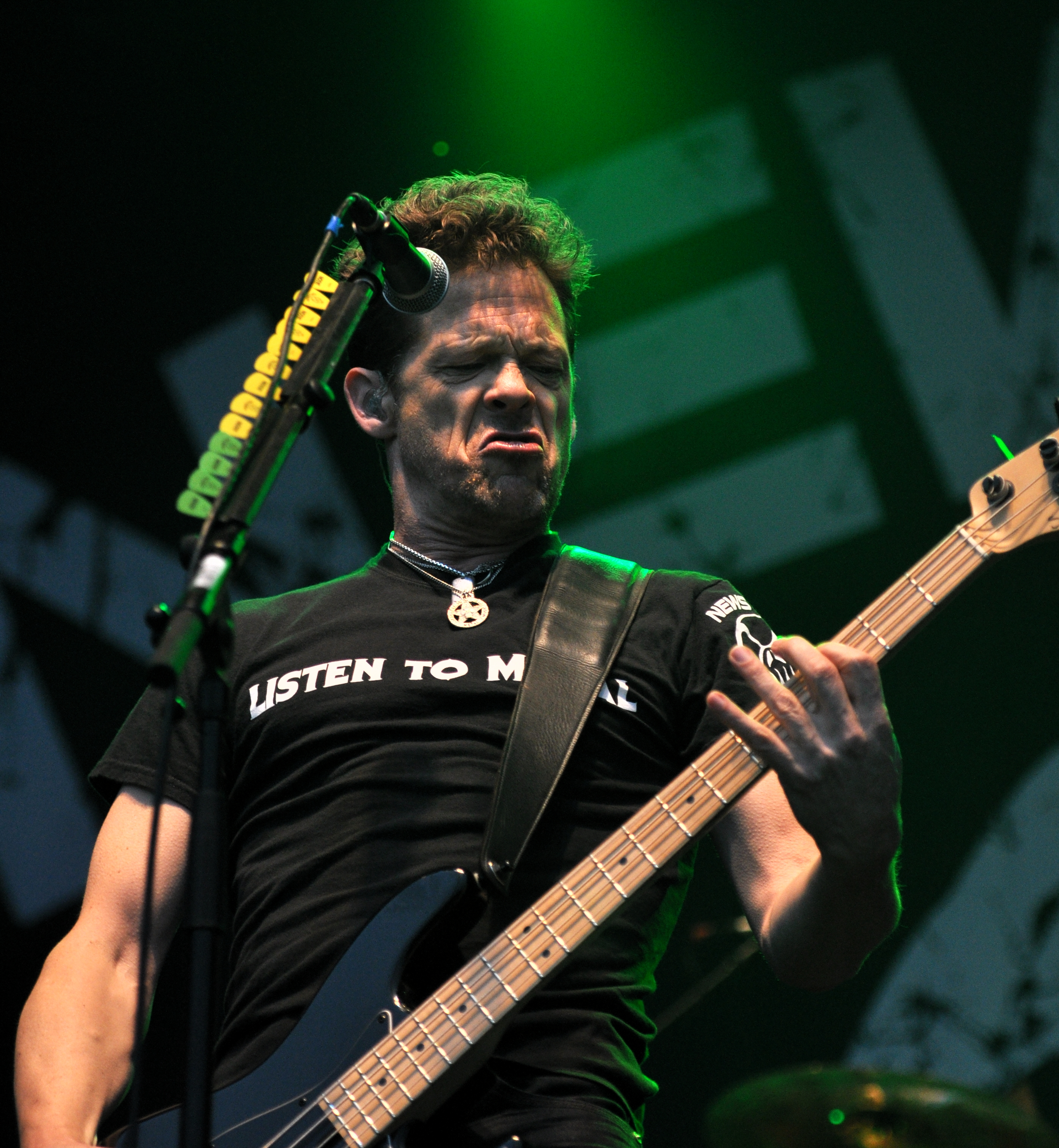
Jason Newsted (Gesang, Bass)

Namensgeber der Band ist der Bassist Jason Newsted, der sich Mitte der 1980er Jahre mit der Band Flotsam and Jetsam einen Namen machte und zwischen 1986 und 2001 Mitglied bei Metallica war. Nachdem Newsted Ende 2011 anlässlich des 30-jährigen Bandjubiläums von Metallica nach mehrjähriger Pause wieder musikalisch in Erscheinung trat, entschloss Newsted sich dazu, eine neue Band zu gründen. Die weiteren Gründungsmitglieder waren der Gitarrist Jessie Farnsworth und der Schlagzeuger Jesus Mendez Jr. Mit beiden Musikern absolvierte Newsted zuvor zahlreiche Jamsessions.

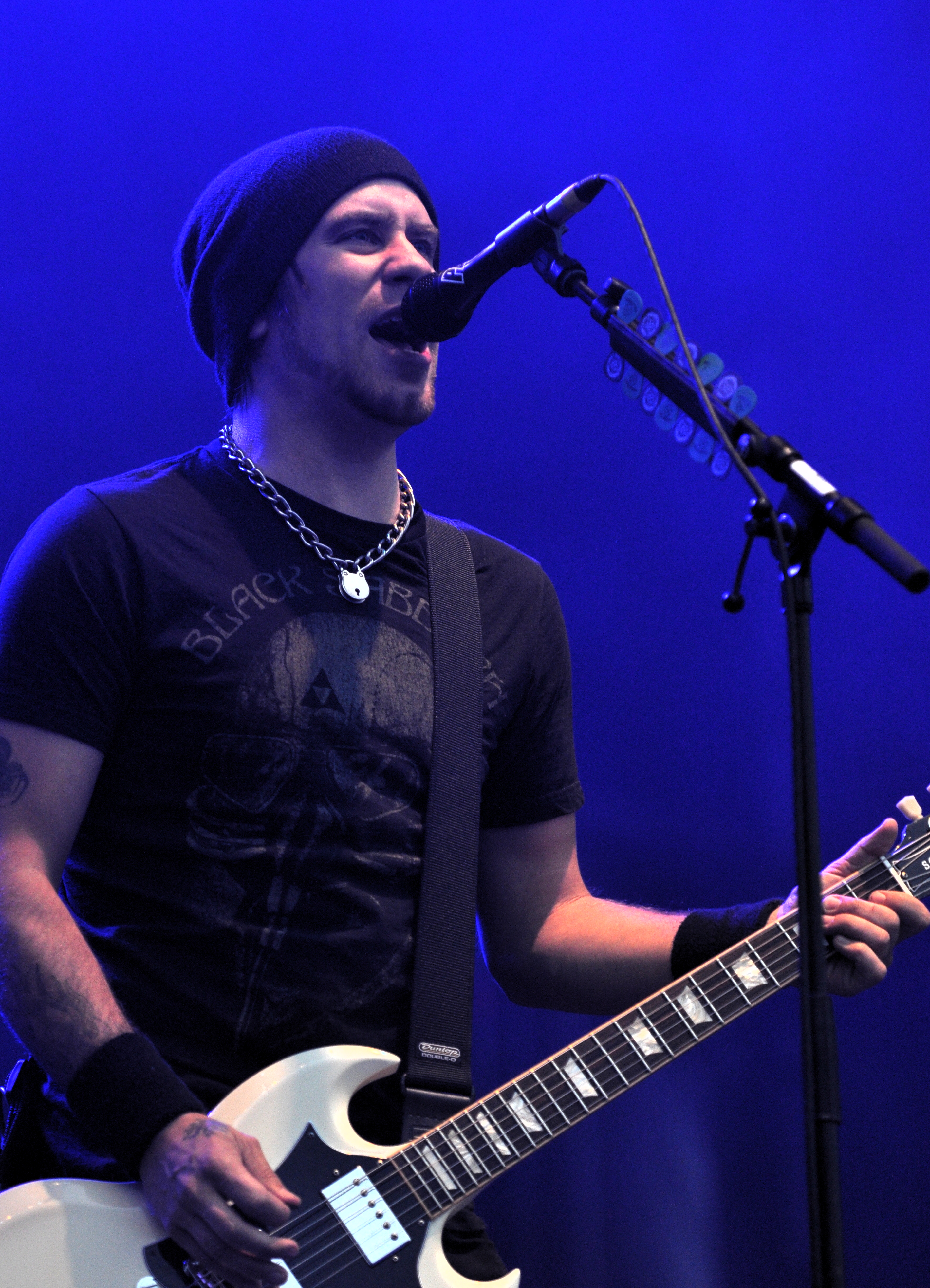
Jessie Farnsworth (Gitarre)

In einem Interview mit dem deutschen Magazin Rock Hard erklärte Newsted, dass er aufgrund des langwierigen Gerichtsverfahrens um seine ehemalige Band Echobrain seine neue Band nach sich selbst benannte. Echobrain wurden von der texanischen Band Echo Drain wegen angeblicher Urheberrechtsverletzung verklagt. Jason Newsted und Echobrain gewannen zwar den Prozess, musste aber dafür Kosten in Höhe von etwa einer halben Million Dollar tragen. Rückblickend hätten Echo Drain Echobrain „zerstört“.
Für 2000 Dollar mieteten die Musiker das Tonstudio eines Freundes an und nahmen innerhalb von einer Woche fünf Lieder auf. Darunter befand sich das Lied „Soldierhead“, welches kurze Zeit später von verschiedenen Radiostationen gespielt wurde. Die Band wurde daraufhin von Epic Records unter Vertrag genommen. Am 8. Januar 2013 veröffentlichten Newsted über iTunes ihre Debüt-EP Metal und drehten für das Lied „Soldierhead“ ein Musikvideo. Die EP wurde in der ersten Woche nach der Veröffentlichung etwa 6.200 Mal in den USA verkauft und belegte Platz 62 der US-amerikanischen Albumcharts.

### Heavy Metal Musicund Auflösung

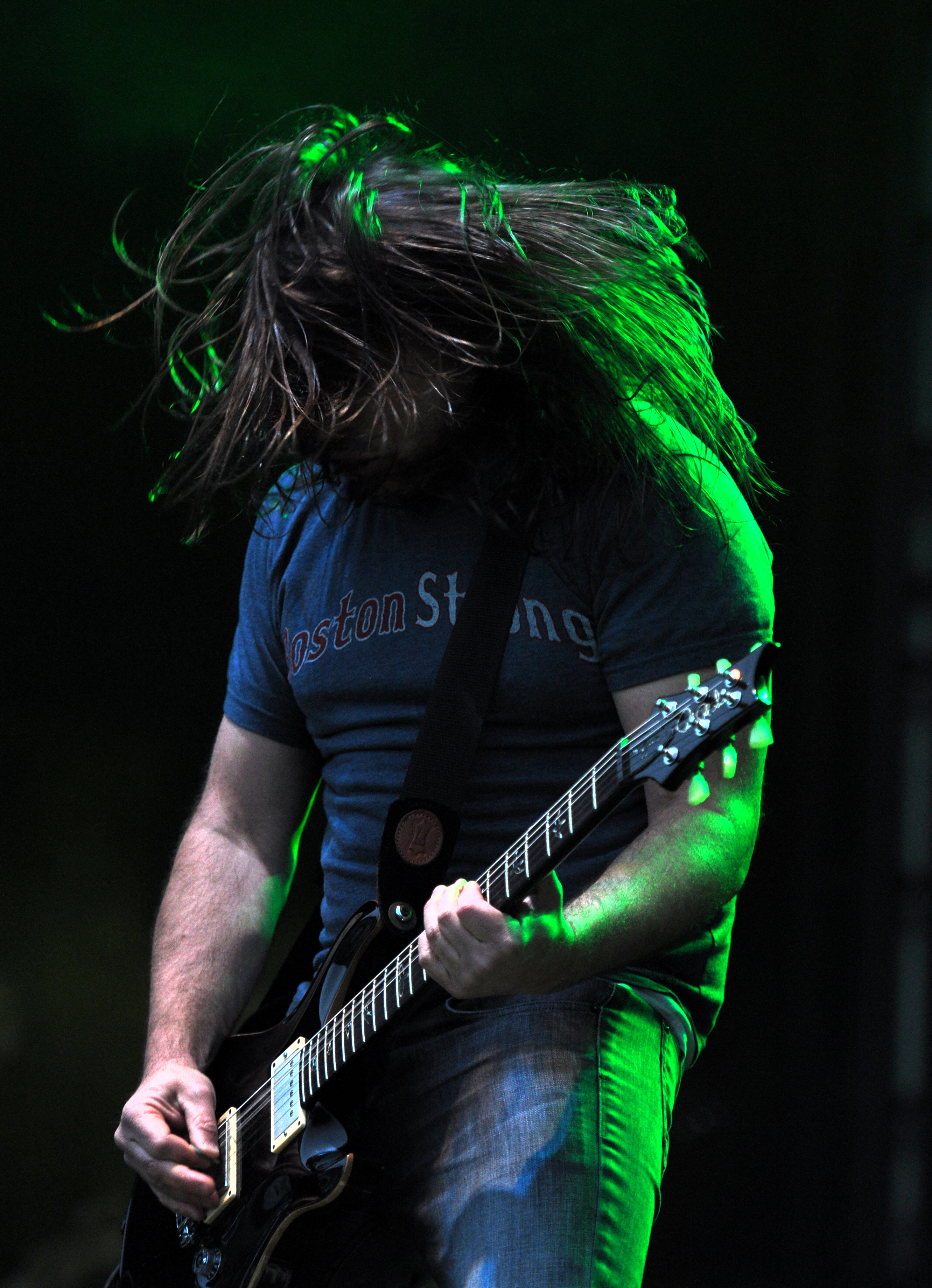
Mike Mushok (Gitarre)

Im März 2013 schloss sich der Staind-Gitarrist Mike Mushok der Band an. die ihr Debütalbum Heavy Metal Music im folgenden Monat aufnahm. Ursprünglich plante Jason Newsted die Veröffentlichung von drei EPs in kurzen Abständen, was vom Plattenlabel jedoch abgelehnt wurde. Am 19. April 2013 spielte die Band ihr erstes Konzert in Walnut Creek. Es folgten zahlreiche Festivalauftritte in Europa wie zum Beispiel beim Rock am Ring, With Full Force, dem Graspop Metal Meeting und dem Sweden Rock Festival. Im Sommer 2013 spielte die Band im Rahmen der Gigantour der Band Megadeth in Nordamerika. Die Konzerte in Kanada mussten Newsted absagen, da Jason Newsted an einer atypischen Lungenentzündung erkrankte.
Die Veröffentlichung des Debütalbums Heavy Metal Music erfolgte am 2. August 2013. Das Album erreichte Platz 17 in den deutschen und Platz 15 in den Schweizer Albumcharts. In den USA wurden in der ersten Woche etwa 8.000 Exemplare verkauft und das Album erreichte Platz 40 der Albumcharts. Für das Lied „King of the Underdogs“ wurde ein Musikvideo gedreht. Bei den Loudwire Music Awards 2013 wurden Newsted in der Kategorie Best New Artist und Jason Newsted in der Kategorie Best Bassist nominiert, die Preise gingen jedoch an die Band Device bzw. Lemmy Kilmister. Im Februar 2014 sollten Newsted an den Soundwave-Festivals in Australien teilnehmen. Die Auftritte wurden jedoch abgesagt. 
Im Dezember 2014 erklärte Mike Mushok in einem Interview, dass es keine Pläne für weitere Alben oder Tourneen gäbe, da Newsted die Band vor etwa einem Jahr „geschlossen“ hätte. Im August 2016 erklärte Jason Newsted, dass er zwar ein weiteres Studioalbum geschrieben habe, dieses allerdings noch nicht fertiggestellt worden sei, da es laut Newsted noch nicht bereit für die Fans sei. Gegenüber dem US-amerikanischen Magazin Billboard erklärte Newsted, dass er zu viele Dinge auf einmal erledigen wollte und das neue Material erstmal an die Seite gelegt hat. Im März 2017 ergänzte Jason Newsted, dass ihn die Band mehrere hunderttausend Dollar gekostet habe und das Musikgeschäft mittlerweile sehr brutal sei.

### Comeback (seit 2023)
Im April 2023 kündigte Jason Newsted einen Auftritt in Fort Lauderdale für den 20. Mai an. Für Mike Mushok holte Jason Newsted den Gitarristen Humberto Perez in die Band.

## Stil

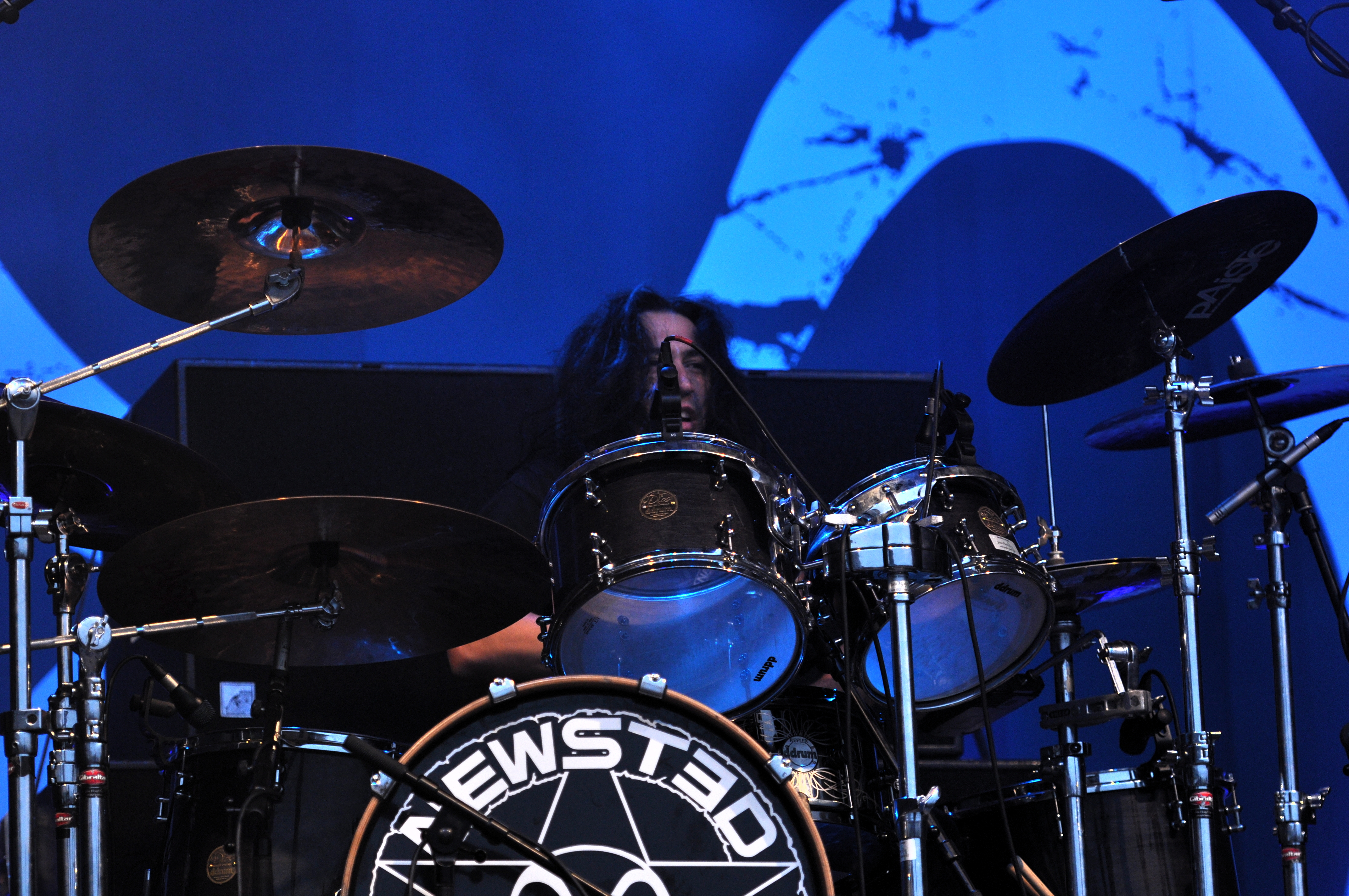
Jesus Mendez Jr. (Schlagzeug)

Newsted spielten Heavy Metal, der zumeist im mittleren Tempo gehalten war und basslastig klang. Die komplette Musik und die Texte wurden von Jason Newsted geschrieben. Matthias Mineur vom deutschen Magazin Metal Hammer beschrieb Newsted als „einen Hybrid jener Bands, die mit denen Newsted zu Ruhm und Ehre kam“ und nannte Metallica, Flotsam and Jetsam, Ozzy Osbourne, Voivod und Zakk Wylde als Einflüsse. Für Ingo Nentwich vom Onlinemagazin Metal.de klang das Debütalbum nach einer Mischung aus Motörhead und Anvil. Chad Bowar vom Onlinemagazin Loudwire zog noch die Band Prong als Vergleich hinzu. Jason Newsteds bulliger Gesang kombiniere Einflüsse von Lemmy Kilmister (Motörhead), Dave Mustaine (Megadeth) und Denis „Snake“ Belanger (Voivod).

## Diskografie
Alben

| Jahr | Titel Musiklabel                    | Höchstplatzierung, Gesamtwochen, AuszeichnungChartplatzierungen (Jahr, Titel, Musiklabel, Platzierungen, Wochen, Auszeichnungen, Anmerkungen) | Höchstplatzierung, Gesamtwochen, AuszeichnungChartplatzierungen (Jahr, Titel, Musiklabel, Platzierungen, Wochen, Auszeichnungen, Anmerkungen) | Höchstplatzierung, Gesamtwochen, AuszeichnungChartplatzierungen (Jahr, Titel, Musiklabel, Platzierungen, Wochen, Auszeichnungen, Anmerkungen) | Höchstplatzierung, Gesamtwochen, AuszeichnungChartplatzierungen (Jahr, Titel, Musiklabel, Platzierungen, Wochen, Auszeichnungen, Anmerkungen) | Höchstplatzierung, Gesamtwochen, AuszeichnungChartplatzierungen (Jahr, Titel, Musiklabel, Platzierungen, Wochen, Auszeichnungen, Anmerkungen) | Anmerkungen                          |
| Jahr | Titel Musiklabel                    | DE | AT | CH | UK | US | Anmerkungen                          |
| ---- | ----------------------------------- | --- | --- | --- | --- | --- | ------------------------------------ |
| 2013 | Metal (EP) Chophouse Records        | — | — | — | — | US62 (1 Wo.)US | Erstveröffentlichung: 8. Januar 2013 |
| 2013 | Heavy Metal Music Chophouse Records | DE17 (4 Wo.)DE | AT20 (2 Wo.)AT | CH15 (4 Wo.)CH | UK71 (1 Wo.)UK | US40 (2 Wo.)US | Erstveröffentlichung: 6. August 2013 |